# آویشای کوهن
آویشای کوهن (به عبری: אבישי כהן) (زادهٔ ۲۰ آوریل ۱۹۷۰) نوازندهٔ کنترباس، خواننده، آهنگساز و تنظیم‌کنندهٔ موسیقی جَز اهل اسرائیل است.

## زندگی
کوهن از سن ۱۱ سالگی فراگیری پیانو را آغاز کرد و در ۱۴ سالگی به موسیقی جز علاقه‌مند شد. پس از آن‌که مدتی را در گروه جَز دبیرستان‌اش به‌عنوان نوازندهٔ گیتار بیس سپری کرد، به نواختن بیس الکتریک روی‌آورد و شیفتهٔ موسیقی جاکو پاستوریاس شد.
پس از پایان دوران سربازی مجال دوباره برای پرداختن به موسیقی را یافت و این‌بار به نواختن ویولن روی‌آورد. در سال ۱۹۹۲ بدون داشتن هیچ‌گونه رابطهٔ خاصی با اهالی صنعت موسیقی آمریکا، به نیویورک رفت تا آن‌جا کارش را ادامه دهد. اما پس از مدتی با رابطه‌هایی که ایجاد کرد در کنار هنرمندان سرشناس موسیقی جَز، مانند راوی کالت‌رین، وینتن مارسلیس، جاشوا ردمن، پاکوئیتو د ریورا، روی هارگرو و لئون پارکر به اجرا پرداخت. از شاخص‌ترین فعالیت‌های موسیقی کوهن در این دوره همکاری‌اش با دانیلو پرز (پیانیست پانامایی) و مشارکت در پروژهٔ موسیقی سال ۱۹۹۶ پرز با نام «پانامانک» بود.
پس از آن مورد توجه چیک کریا و شریک کاری‌اش ران ماس در شرکت نشر استرچ رکوردز قرار گرفت و در سال ۱۹۹۷ اولین آلبوم شخصی‌اش به‌نام Adama را با لیبل شرکت آن‌ها منتشر کرد.
او بعد از جدایی از چیک کوریا، موفق شد چهار آلبوم موفق Adama, Devotion, Colours و Unity را توسط کمپانی کوریا، به نام Stretch/Cancord Records ضبط کند. او با تأثیر از موسیقی لاتین و مدیترانه‌ای و استفاده از هورن و آواز، موسیقی منحصر به فرد خود را خلق کرد.
ایده‌های روبه رشد کوهن، او را وادار کرد کمپانی خود با نام Radzaz را تأسیس کند. او همچنین همکاری پرثمر خود با کمپانی مطرح جز، EMI/Blue Note را آغاز کرد که حاصل آن آلبوم Aurora بود. این آلبوم، پروژه ای منحصر بفرد است که موسیقی جز، کلاسیک و بومی سفاردی را با هم ترکیب می‌کند. او به عنوان خواننده با استفاده از زبان‌های عبری، انگلیسی، اسپانیایی و لادینو (زبان سفاردی‌ها) توانست ارتباط خود با مخاطبان را به فراتر از موسیقی جز گسترش دهد.
او در سال‌های اخیر به اسرائیل بازگشته‌است.